# Бързолет на Брадфилд
Бързолетът на Брадфилд (Apus bradfieldi) е вид птица от семейство Бързолетови (Apodidae).

## Разпространение и местообитание
Разпространен е в Ангола, Намибия и Южна Африка.